# Lancer du disque féminin aux Jeux olympiques d'été de 1980
Navigation
Montréal 1976 Los Angeles 1984
L'épreuve du lancer du disque féminin aux Jeux olympiques de 1980 s'est déroulée les 31 juillet et 1er août 1980 au Stade Loujniki de Moscou, en URSS. Elle est remportée par l'Est-allemande Evelin Jahl qui établit un nouveau record olympique avec la marque de 69,96 m.

## Résultats
| Rang               | Athlète          | Pays               | Essais  | Essais  | Essais  | Essais  | Essais  | Essais  | Notes |
| Rang               | Athlète          | Pays               | 1       | 2       | 3       | 4       | 5       | 6       | Notes |
| ------------------ | ---------------- | ------------------ | ------- | ------- | ------- | ------- | ------- | ------- | ----- |
| Médaille d'or      | Evelin Jahl      | Allemagne de l'Est | 66,14 m | 69,76 m | 69,96 m | 68,44 m | 68,52 m | 66,66 m | OR    |
| Médaille d'argent  | Maria Vergova    | Bulgarie           | 67,68 m | 65,36 m | 67,66 m | 65,56 m | 67,68 m | 67,90 m |       |
| Médaille de bronze | Tatyana Lesovaya | Union soviétique   | 64,12 m | x       | 65,72 m | 64,84 m | 67,40 m | 66,20 m |       |
| 4                  | Gisela Beyer     | Allemagne de l'Est | 67,08 m | 60,54 m | x       | x       | 66,48 m | 65,56 m |       |
| 5                  | Margitta Pufe    | Allemagne de l'Est | 51,72 m | 64,84 m | 61,24 m | 58,70 m | x       | 66,12 m |       |
| 6                  | Florenţa Ţacu    | Roumanie           | x       | 64,06 m | x       | 63,92 m | 64,16 m | 64,38 m |       |
| 7                  | Galina Murašova  | Union soviétique   | 61,36 m | 61,46 m | 63,84 m | x       | 63,02 m | x       |       |
| 8                  | Svetla Bozhkova  | Bulgarie           | 56,82 m | 63,14 m | 61,70 m | x       | 59,54 m | 61,26 m |       |
| 9                  | Meg Ritchie      | Grande-Bretagne    | x       | 60,72 m | 61,16 m |         |         |         |       |
| 10                 | Carmen Romero    | Cuba               | 60,86 m | 59,44 m | 60,06 m |         |         |         |       |
| 11                 | Zdeňka Bartoňová | Tchécoslovaquie    | 56,96 m | 57,74 m | 57,78 m |         |         |         |       |
| 12                 | Ágnes Herczegh   | Hongrie            | x       | 55,06 m | x       |         |         |         |       |

## Légende
Records et Performances
- AR : Record continental (area record)
- CR : Record des championnats (championship record)
- MR : Record du meeting (meet record)
- NR : Record national (national record)
- OR : Record olympique (olympic record)
- PR : Record paralympique (paralympic record)
- PB : Record personnel (personal best)
- SB : Meilleure performance personnelle de la saison (season's best)
- WL : Meilleure performance mondiale de l'année (world leader)
- WJR : Record du monde junior (world junior record)
- WR : Record du monde (world record)

Circonstances et Conditions
- DNF : N'a pas terminé (did not finish)
- DNS : N'a pas pris le départ (did not start)
- DQ : Disqualification (disqualification)
- NM : Aucun essai valable enregistré (No Mark)
- Q : Qualifié « directement » au prochain tour (ou à la prochaine compétition), lors d'une compétition majeure, grâce au classement ou à la réalisation des minima (automatic qualifier)
- q : Qualifié au prochain tour (ou à la prochaine compétition), lors d'une compétition majeure, grâce au repêchage ou à la réalisation de l'une des meilleures performances parmi celles des « non qualifiés directement » (grâce au meilleur temps ou à la meilleure distance par exemple) (secondary qualifier)